# Druk Air
Drukair Corporation Limited (Dzongkha: འབྲུག་མཁའ་འགྲུལ་ལས་འཛིན།), eller  Drukair — Royal Bhutan Airlines, er et bhutansk flyselskab, som flyver fra og har hovedkvarter i Paro, hvor landets internationale lufthavn, Paro lufthavn, ligger. De flyver til 12 destinationer i 6 lande.